# اوبه، یاماگوچی
اوبه در استان یاماگوچی در کشور ژاپن واقع شده‌است که دارای جمعیت ۱۷۶٬۳۷۰ نفر و مساحت ۲۸۷٫۶۹ کیلومتر مربع با تراکم جمعیت ۶۱۳ نفر در کیلومترمربع است و در تاریخ ۱ نوامبر ۱۹۲۱ به عنوان شهر شناخته شد.